# Gerardo Eto Cruz
Gerardo Eto Cruz (Sullana, 10 de septiembre de 1959) es un abogado, constitucionalista y político peruano. Fue magistrado del Tribunal Constitucional del Perú desde septiembre del 2007 hasta junio del 2014.

## Biografía
Nació en la ciudad de Sullana, ubicada en el departamento de Piura, el 10 de septiembre de 1959.
Estudió la carrera de Derecho en la Universidad Nacional de Trujillo, en la cual obtuvo el título profesional de abogado. Realizó un doctorado en Derecho en la Universidad de Santiago de Compostela, en el cual obtuvo el grado académico de doctor con la tesis El Proceso Constitucional de Amparo en el Perú con la calificación suma cum laude y Premio Excelencia. Siguió una diplomatura en Defensa Nacional en el Centro Superior de Estudios de la Defensa Nacional de España y realizó estudios en el Centro de Estudios Políticos y Constitucionales de Madrid.

## Trayectoria
En el año 1992 postuló al Congreso Constituyente Democrático por el Frente Nacional de Trabajadores y Campesinos (FRENATRACA), sin embargo, no resultó elegido.
Durante el gobierno de transición de Valentín Paniagua, fue miembro de la Comisión de Estudio de las Bases de la Reforma Constitucional del Perú. Posteriormente en el año 2016 fue designado como miembro de la Comisión especial encargada de revisar el Código Procesal Constitucional.
En el ámbito académico, se ha desempeñado como docente en la Universidad Nacional de Trujillo, en la Universidad de San Martín de Porres, en la Universidad Nacional Mayor de San Marcos, en la Universidad César Vallejo, en la Universidad Privada del Norte, en la Universidad Privada Antenor Orrego y en la Academia Nacional de la Magistratura. 
Es miembro del Instituto Iberoamericano de Derecho Constitucional, del Instituto de Ciencia Política y Ciencias Sociales, de la Comisión Andina de Juristas, de la Asociación Peruana de Derecho Constitucional y de la Asociación Argentina de Derecho Constitucional. Fue también director general del Centro de Estudios Constitucionales de 2008 a 2014. 

### Magistrado del Tribunal Constitucional
En junio del año 2007, Gerardo Eto Cruz fue presentado por la bancada del Partido Nacionalista Peruano ante el Congreso de la República como su candidato para magistrado del Tribunal Constitucional del Perú en la comisión especial presidida por el congresista aprista Aurelio Pastor. Eto resultó elegido por el pleno del Congreso de la República como nuevo magistrado del TC junto a Luis Alarcón Quintana, Vladimir Paz de la Barra y Javier Ríos Castillo, sin embargo, su elección luego quedó anulada tras el cuestionamiento del proceso de elección de los magistrados. Posteriormente en septiembre del mismo año, Eto Cruz se presentó nuevamente al Congreso de la República como candidato a magistrado del TC y finalmente fue elegido junto con Ernesto Álvarez Miranda y Fernando Calle Hayén.
Dentro de su trayectoria en el TC se le recuerda el haber anulado, junto con los magistrados Carlos Mesía y Ernesto Álvarez Miranda, el nombramiento de las fiscales supremas Zoraida Ávalos y Nora Miraval para nombrar en su reemplazo a Mateo Castañeda.
Eto Cruz se mantuvo en el cargo hasta junio del año 2014.
En noviembre del 2016, Gerardo Eto Cruz fue designado por la ministra Marisol Pérez Tello como miembro de una comisión especial del Ministerio de Justicia y Derechos Humanos. Sin embargo, renunció al cargo el 8 de noviembre del mismo año tras ser cuestionado por una denuncia en su contra.

## Controversias
Gerardo Eto Cruz fue denunciado por el Ministerio Público en el año 2015 a raíz de que un colaborador eficaz lo acusó de recibir $80.000 cuando ejercía como magistrado del Tribunal Constitucional. La denuncia presentada por el fiscal Pablo Sánchez ante el Congreso de la República relata el testimonio de un colaborador eficaz que acusó a Eto Cruz de haber recibido un soborno en el año 2012 para favorecer en un proceso en el TC a Roberto Torres Gonzales, exalcalde de Chiclayo condenado por corrupción.

## Publicaciones
- Derecho de las Personas, Código Civil y Legislación Comparada (1988)
- Derecho de Familia en la Constitución y el nuevo Código Civil (1989)
- Los Principios Constitucionales y las Leyes de Desarrollo Constitucional (1991)
- La inconstitucionalidad por omisión (1992)
- Régimen legal del Habeas Corpus y Amparo (1999)
- La Justicia Militar en el Perú (2000)
- Introducción al Derecho Civil Constitucional (2000)
- Estudios de Derecho Constitucional (2002)
- Syllabus de Derecho Procesal Constitucional (2003)
- El Control Constitucional de la Omisiones Inconstitucionales e Ilegales (2004) En coautoría con Edgar Carpio Marcos
- El desarrollo del Derecho Procesal Constitucional a partir de la jurisprudencia del Tribunal Constitucional peruano (2008)
- Syllabus de Derecho Procesal Constitucional (2009)
- Tratado del Proceso Constitucional de Amparo (2013)
- Constitución y procesos constitucionales (2013)
- Constitución Política del Perú (2015) En coautoría con Domingo García Belaúnde
- Teoría del amparo (2016)
- Los derechos que tutela el amparo (2016)
- La evolución del Constitucionalismo social en Siglo XVI (2018) En coordinación con José de  Jesús Naveja Macías
- Ámbito de protección del amparo: Los derechos fundamentales y otros conceptos afines (2019)